# Leah Gotti
Leah Gotti (Sherman, Texas; 4 de diciembre de 1996) es una actriz pornográfica y modelo erótica estadounidense.

## Biografía
Nació en diciembre de 1996 en la ciudad de Sherman, en el Condado de Grayson (Texas). En su etapa de instituto, fue capitana del equipo de lucha libre. Tras terminar, comenzó a trabajar en un club nocturno en Dallas. Fue en esta etapa cuando se presentó a una de las fiestas que organizaba la Exxxotica Convention, donde acabó participando en un concurso de estriptis y ganando el título de Miss Exxxotica.
En el año 2015, a sus 18 años, comenzó su carrera como actriz porno. Grabó sus primeras escenas para el sitio web FTV Girls. Si bien, no obstante, esta decisión no gustó a parte de su familia, como su padre, quien, según declara Leah, dejó de hablarle en cuanto lo supo.
Como actriz, ha grabado para productoras como Hard X, Digital Sin, Evil Angel, Blacked, Sweetheart Video, Jules Jordan Video, Girlfriends Films, New Sensations o Vixen; y ha aparecido en escenas de webs como Naughty America, Tushy o Reality Kings.
En 2016 grabó su primera escena de sexo anal en la película Anal Models 3. En agosto de ese año fue proclamada Hustler Honeys por la revista Hustler.
En 2017 recibió cuatro nominaciones en los Premios XBIZ. A la Mejor actriz revelación; a la Mejor escena de sexo en película de parejas o temática por Swingers Getaway; a la Mejor escena de sexo en película de todo sexo por Coming of Age Vol. 2; y a la Mejor escena de sexo en película lésbica por A Soft Touch 2.
Apenas se mantuvo un año en la primera línea de la industria. En septiembre de 2020, planteó su vuelta a la industria pornográfica, con el lanzamiento de su nuevo sitio web y productora. Ha grabado más de 190 películas como actriz
Algunos trabajos de su filmografía son Anikka's Fuck-It List, Cute Little Things 3, Forbidden Affairs 6 - My Sister In Law, Fresh Girls 3, Mother Lovers Society 15, My Sister's First Anal 3, My Wife's First Girlfriend, Pledge, Schoolgirl Bound 4, Super Cute 5 o Trophy Daughter.

## Premios y nominaciones
| Año  | Ceremonia    | Resultado | Premio                                                 | Trabajo              |
| ---- | ------------ | --------- | ------------------------------------------------------ | -------------------- |
| 2017 | Premios XBIZ | Nominada  | Mejor actriz revelación                                | —                    |
| 2017 | Premios XBIZ | Nominada  | Mejor escena de sexo en película de parejas o temática | Swingers Getaway     |
| 2017 | Premios XBIZ | Nominada  | Mejor escena de sexo en película de todo sexo          | Coming of Age Vol. 2 |
| 2017 | Premios XBIZ | Nominada  | Mejor escena de sexo en película lésbica               | A Soft Touch 2       |
| 2024 | Premios AVN  | Nominada  | Mejor escena de sexo lésbico                           | Him or Me            |
| 2025 | Premios AVN  | Nominada  | Aparición mainstream del año                           | —                    |
| 2025 | Premios XMA  | Nominada  | Artista lésbica del año                                | —                    |